# Чхон Чон Мьон
Чхон Чон Мьон (кор. 청정명, 千正明, Cheon Jeong-myeong, нар. 29 листопада 1980, Сеул, Республіка Корея) — південнокорейський актор.

## Біографія
Чхон Чон Мьон народився 29 листопада 1980 року у столиці Республіки Корея місті Сеул. Свою акторську кар'єру розпочав у 1999 році з епізодичної ролі у телесеріалі, у наступні декілька років він здебільшого грав другорядні ролі у серіалах. Підвищенню популярності Чон Мьона сприяли одна з головних ролей у популярному серіалі «Мода сімдесятих», та головна роль у фільмі «Агресивний», обидві ролі принесли актору перші акторські нагороди. у 2010 році актор зіграв головну роль у серіалі «Зведена сестра Попелюшки», рейтинг якого у національному ефірі був більш 20 %. У наступні роки актор зіграв головні ролі у серіалах «Людина честі», «Майстер помсти» та «Любовний сигнал».

## Фільмографія

### Телевізійні серіали
| Рік  | Назва                                   | Роль                                  | Мережа |
| ---- | --------------------------------------- | ------------------------------------- | ------ |
| 1999 | «Школа» (2 сезон)                       | Студент у клубі фотографів (21 серія) | KBS1   |
| 2000 | «Ехо»                                   |                                       | SBS    |
| 2001 | «Нонстоп»                               | підліток Пьон                         | MBC    |
| 2001 | «Кафе „Чиста квітка“»                   | Пак Хонте                             | SBS    |
| 2001 | «Третій збіг»                           | Сон Чічхуль                           | MBC    |
| 2002 | «Жінка Хан Іпа»                         | Бонсу                                 | MBC    |
| 2002 | «Погані дівчата»                        | Чхонмок                               | SBS    |
| 2002 | «Чесне життя»                           | Чхон Чонмьон                          | SBS    |
| 2004 | «Пекін, моє кохання»                    | Но Вансон                             | KBS2   |
| 2004 | «Я кохаю Х, Хі, Лі…» (спеціальна драма) | Лі Сангкю                             | KBS2   |
| 2005 | «Мода сімдесятих»                       | Чан Бін                               | SBS    |
| 2006 | «Прощальне соло»                        | Кім Мінхо                             | KBS2   |
| 2006 | «Що таке, лисиця?»                      | Пак Чхульсу                           | MBC    |
| 2010 | «Зведена сестра Попелюшки»              | Хон Кі Хун                            | KBS2   |
| 2011 | «Дует»                                  | Чхандун                               | MBC    |
| 2011 | «Людина честі»                          | Кім Йонгкван                          | KBS2   |
| 2013 | «Родина»                                |                                       | FJTV   |
| 2014 | «Reset»                                 | Ча Вуджін                             | OCN    |
| 2015 | «Від серця до серця»                    | Ко Їсок                               | tvN    |
| 2016 | «Майстер помсти»                        | Мумьон                                | KBS2   |
| 2018 | «Любовний сигнал»                       | Чха Вухьон                            | MBN    |

### Фільми
| Рік  | Назва                                         | Роль           |
| ---- | --------------------------------------------- | -------------- |
| 2002 | «Ти готовий»                                  | Бон Чангу      |
| 2003 | «Танець починається» (Короткометражний фільм) | детектив 1     |
| 2004 | «Двадцятиріччя»                               | пасажир потягу |
| 2005 | «Агресивний»                                  | Сойо           |
| 2006 | «Грізний»                                     | Лі Сухьон      |
| 2007 | «Гансель і Гретен»                            | Лі Инсу        |
| 2011 | «Заднім числом»                               | Егу            |
| 2013 | «Королева ночі»                               | Йонгсу         |
| 2014 | «О соле міо» (Короткометражний фільм)         | голос          |
| 2016 | «Роман з ризиком для життя»                   | Соль Рокхван   |
| 2018 | «Безликий бос»                                | Кім Гьон       |

### Шоу
| Рік  | Назва               | Мережа | Нотатки                    |
| ---- | ------------------- | ------ | -------------------------- |
| 2014 | «Справжній чоловік» | MBC    | член команди               |
| 2017 | «Нічний гоблін»     | JTBC   | член команди (епізод 9-19) |

### Кліпи
- Haeyo (Чон Ін Хо, 2001 рік)
- For You, Goodbye (Сін Сон Хун, 2002 рік)
- My Heart's Treasure Box (SG Wannabe[en], 2005 рік)
- A Dreamy Conversation (SG Wannabe, 2005 рік)
- Although My Heart Aches (Fly to the Sky[en], 2005 рік)
- It Has to Be You (Йосон[en], 2010 рік)

## Нагороди
| Рік  | Нагорода                             | Категорія                                               | Робота                     | Результат | Прим.  |
| ---- | ------------------------------------ | ------------------------------------------------------- | -------------------------- | --------- | ------ |
| 1999 | 5-й Конкурс моделей Storm Jeans      | Великий приз                                            | Н/Д                        | Перемога  |        |
| 2005 | 6-та Премія Пусанских кінокритиків   | Кращий новий актор                                      | «Агресивний»               | Перемога  | [ 6 ]  |
| 2005 | 26-та Кінопремія Блакитний дракон    | Кращий новий актор                                      | «Агресивний»               | Перемога  | [ 7 ]  |
| 2005 | Премія SBS драма                     | Нова зірка                                              | «Мода сімдесятих»          | Перемога  |        |
| 2005 | 22-га Премія Korea Best Dresser Swan | Найкраще вдягнений телеактор                            | «Мода сімдесятих»          | Перемога  |        |
| 2006 | 42-га Премія Пексан                  | Кращий новий актор телебачення                          | «Мода сімдесятих»          | Перемога  |        |
| 2006 | 42-га Премія Пексан                  | Кращий новий кіноактор                                  | «Агресивний»               | Номінація |        |
| 2006 | Премія MBC драма                     | Нагорода за майстерність (актор)                        | «Що таке, лисиця?»         | Номінація |        |
| 2006 | Премія MBC драма                     | Нагорода PD                                             | «Що таке, лисиця?»         | Перемога  |        |
| 2006 | Премія MBC драма                     | Нагорода за популярність                                | «Що таке, лисиця?»         | Номінація |        |
| 2006 | Премія MBC драма                     | Краща пара разом з Ко Хьон Чон                          | «Що таке, лисиця?»         | Номінація |        |
| 2006 | Премія KBS драма                     | Нагорода за популярність                                | «Прощальне соло»           | Номінація |        |
| 2006 | Премія KBS драма                     | Краща пара разом з Юн Со І                              | «Прощальне соло»           | Номінація |        |
| 2007 | 2-й Азійський модельний фестиваль    | Популярна зірка                                         | Н/Д                        | Перемога  | [ 8 ]  |
| 2010 | 4-та Премія Mnet 20's Choice         | Найбільш впливова зірка                                 | «Зведена сестра Попелюшки» | Перемога  | [ 9 ]  |
| 2010 | 3-я Премія Ікона стилю               | Актор — Ікона стилю                                     | «Зведена сестра Попелюшки» | Перемога  |        |
| 2010 | Премія KBS драма                     | Нагорода за майстерність (актор середньотривалої драми) | «Зведена сестра Попелюшки» | Номінація |        |
| 2010 | Премія KBS драма                     | Краща пара разом з Мун Гинйон                           | «Зведена сестра Попелюшки» | Номінація |        |
| 2011 | Премія MBC драма                     | Нагорода за майстерність (актор мінісеріалу)            | «Дует»                     | Номінація |        |
| 2011 | Премія KBS драма                     | Нагорода за високу майстерність (актор)                 | «Людина честі»             | Номінація |        |
| 2011 | Премія KBS драма                     | Нагорода за майстерність (актор середньотривалої драми) | «Людина честі»             | Перемога  | [ 10 ] |
| 2011 | Премія KBS драма                     | Нагорода за популярність                                | «Людина честі»             | Номінація |        |
| 2011 | Премія KBS драма                     | Краща пара разом з Пак Мін Йон                          | «Людина честі»             | Номінація |        |